# Адам Ламберт
Адам Мичел Ламберт (енгл. Adam Mitchel Lambert; Индијанаполис, 29. јануар 1982) амерички је певач, текстописац и глумац. Од 2009. године продао је преко 3 милиона албума и 5 милиона синглова широм света.
Ламберт се прославио 2009. након што је завршио као вицешампион у осмој сезони Америчког идола. Касније те године објавио је свој деби албум For Your Entertainment, који је дебитовао на трећем месту америчког Билборда 200. Албум је изњедрио неколико синглова, укључујући Whataya Want from Me, за који је добио номинацију за Греми за најбољу мушку поп вокалну представу.
Ламберт је 2012. године објавио свој други студијски албум Trespassing. Албум је премијерно приказан на првом месту америчког Билбoрда 200, чиме је постао први отворени геј уметник који је заузео прво место на топ листама албума. Године 2015. Ламберт је објавио свој трећи албум The Original High, који је дебитовао на трећем месту америчког Билборда 200 и продуцирао сингл Ghost Town.
Поред соло каријере, Ламберт је сарађивао са енглеским рок бендом Квин као водећи вокал групе Квин + Адам Ламберт од 2011. године, укључујући неколико светских турнеја од 2014. до 2020. Њихов први албум, Live Around the World, објављен је у октобру 2020. и дебитовао на броју један на UK Albums Chart.
Крајем 2019. Ламберт је основао непрофитну фондацију Feel Something, усидривши своју текућу филантропију, LGBTQ+ и активизам за људска права. Његов посебан фокус је подршка организацијама и пројектима који директно и несразмерно утичу на LGBTQ+ заједницу, укључујући образовање и уметност, ментално здравље, превенцију самоубистава и бескућништво.

## Дискографија
- For Your Entertainment (2009)
- Trespassing (2012)
- The Original High (2015)
- Velvet (2020)

## Концертне турнеје
- American Idols LIVE! Tour 2009 (2009)
- Glam Nation Tour (2010)
- Queen + Adam Lambert Tour 2012 (2012)
- We Are Glamily Tour (2013)
- Queen + Adam Lambert Tour 2014–2015 (2014–15)
- The Original High Tour (2016)
- Queen + Adam Lambert 2016 Summer Festival Tour (2016)
- Queen + Adam Lambert Tour 2017–2018 (2017–18)
- The Rhapsody Tour with Queen (2019–21)
- The Velvet Tour (2020)[9]